# Mayfield Heights
Mayfield Heights ist eine City im Cuyahoga County im US-Bundesstaat Ohio. Das U.S. Census Bureau ermittelte bei der Volkszählung 2020 eine Einwohnerzahl von 20.351.
Mayfield Heights liegt 19 Kilometer östlich von Cleveland. Das Gebiet der heutigen Gemeinde wurde um 1805 erstmals von Siedlern erschlossen. Die erste Schule, die auch als Versammlungshalle und Kirche diente, wurde bereits elf Jahre später, 1816, errichtet. 1925 zählte die Gemeinde 1500 Einwohner. Mayfield Heights wurde am 2. Juli 1951 zur „City“ ernannt. Das Chemieunternehmen Ferro hatte seinen Hauptsitz in Mayfield Heights.